# Oktay Derelioğlu
Oktay Derelioğlu (né le 17 décembre 1975 à İstanbul) est un footballeur turc ayant joué pour le club de Karagümrük, Beşiktaş, Trabzonspor et Fenerbahçe mais aussi l'équipe nationale turque.

## Biographie
En 1985, il commence avec l'équipe jeune de Karagümrük. À l'âge de 14 ans, il fait partie de l'équipe A de Karagümrük.
En 1992, il est transféré à Trabzonspor. Mais, il ne peut avoir la chance de jouer et la saison suivante, il est transféré à Beşiktaş JK.
Pendant les premières saisons, il a présenté une excellente performance et a été sélectionné avec l'équipe nationale turque. Il inscrit un but exceptionnel et inoubliable face à la Belgique. Mais les saisons suivantes, il eut des blessures fréquemment. Le 4 juillet 1997, sa femme se suicide et crée des problèmes et est exclu de Beşiktaş JK. Ensuite, il joue pour Siirtspor et Gaziantepspor.
En la saison 2000, il s'engage avec l'équipe espagnole de Las Palmas, et pour 2001, il passe un cours instant à Trabzonspor et est ensuite transféré à Fenerbahçe. Pour le début de la saison 2003-2004, il joue pour le FC Nürnberg et pour la fin de cette saison, il retourne en Turquie pour Samsunspor, Akçaabat Sebatspor, İstanbulspor et puis Yalovaspor. Lors de la saison 2004-2005, il joue pour le Hazar Lenkeran. En Azerbaïdjan, il est devenu le meilleur joueur mais aussi meilleur buteur. En la saison 2007-2008, il retourne à Karagümrük pour dire au revoir au football dans le club qui lui a fait commencer sa carrière. En mars 2008, il prend sa retraite au Fatih Karagümrük et en la saison 2008-2009, il dit qu'il serait entraîneur.
Il a joué à 20 reprises pour l'équipe nationale turque en marquant 9 buts.
Il est le meilleur buteur de Beşiktaş en Europe avec 14 buts.

## Source
- (tr) Cet article est partiellement ou en totalité issu de l’article de Wikipédia en turc intitulé « Oktay Derelioğlu » (voir la liste des auteurs).